# Ortsbus Damüls
Der Ortsbus Damüls ist ein Teil Verkehrsverbund Vorarlberg. Es ist das einzige ÖPNV-System im Verkehrsverbund Vorarlberg, welches ausschließlich saisonal in Betrieb ist. Ebenfalls besitzt es als einziges keine Linie mit einem regelmäßigen Taktfahrplan.

## Linienführung
| Linie (ab Dez. 2022) | Linie (bis Nov. 2022) | Verlauf                              | Takt tagsüber    |
| -------------------- | --------------------- | ------------------------------------ | ---------------- |
| 801                  | 1                     | Damüls – Oberdamüls                  | Unregelmäßig     |
| 802                  | 2                     | Alpenblume – Übungswelt – Walisgaden | einzelne Fahrten |

(Stand: Oktober 2022)
Zusätzlich wird die Gemeinde Damüls ganzjährig von der Linie 851 des Landbus Bregenzerwald sowie saisonal von der Linie 570 des Landbus Walgau, Großes Walsertal und Brandnertal bedient.